# Michał Światopełk-Mirski

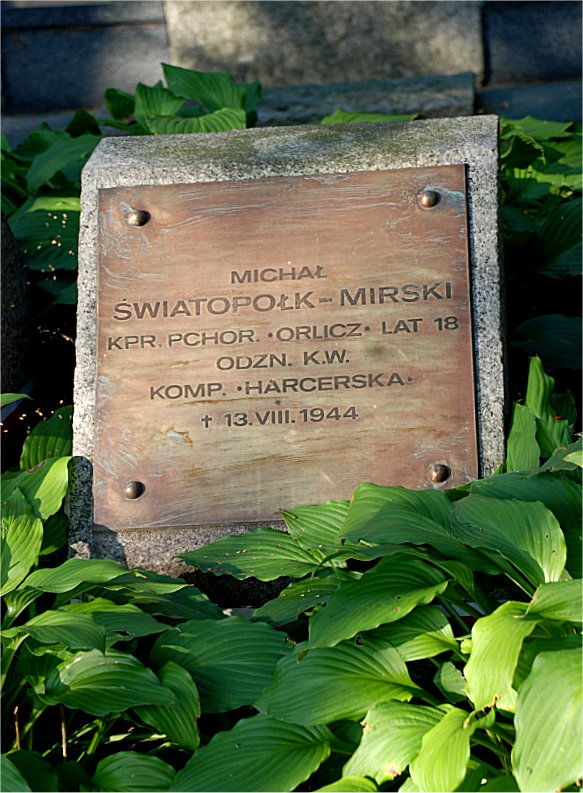
Na Powązkach Wojskowych

Michał Światopełk-Mirski ps. „Orlicz” (ur. 15 grudnia 1926 w Warszawie, zm. 13 sierpnia 1944 tamże) – kapral podchorąży, uczestnik powstania warszawskiego w szeregach kompanii harcerskiej batalionu „Gustaw” Narodowej Organizacji Wojskowej-Armii Krajowej.
Podczas powstania warszawskiego uczestniczył w walkach na Woli i Starym Mieście. Zginął w wybuchu czołgu pułapki 13 sierpnia 1944 przy ul. Kilińskiego 1/3. Miał 17 lat. Został odznaczony Krzyżem Walecznych. Pochowany w kwaterach powstańczych na Powązkach Wojskowych w Warszawie (kwatera B24-12-5).
Jego o rok starszy brat, Krzysztof Światopełk-Mirski (ps. „Białynia”), również walczył w kompanii batalionu „Gustaw”. Został ciężko ranny w walkach powstańczych 3 września; zmarł z poniesionych ran 5 września w powstańczym szpitalu. Michał i Krzysztof byli synami Kazimierza Światopełka-Mirskiego – posła Sejmu RP, który został zamordowany przez Niemców w Auschwitz-Birkenau w roku 1941.